# Copa Intercontinental de Fútbol Playa 2011
La Copa Intercontinental de Fútbol Playa 2011 fue la primera edición del torneo organizado por Beach Soccer Worldwide que se desarrolló en Dubái del 22 al 25 de noviembre. La selección nacional de Rusia fue la ganadora del evento.

## Participantes
Los equipos participantes de la copa intercontinental incluyeron a Rusia, campeona mundial de 2011; Omán, campeona de la clasificación de AFC para la Copa Mundial de Fútbol Playa de FIFA 2011; Tahití, campeona de la clasificatoria de Oceanía para la Copa Mundial de Fútbol Playa FIFA 2011;  México, ganadora del campeonato de Fútbol Playa de Concacaf de 2010; así como Brasil; Suiza; Nigeria; y la selección anfitriona de los Emiratos Árabes Unidos.

## Calendario y resultados

### Grupo A
| Equipo                 | Pts | PJ | PG | PG+ | PP | GF | GC | Dif |
| ---------------------- | --- | -- | -- | --- | -- | -- | -- | --- |
| Rusia                  | 9   | 3  | 3  | 0   | 0  | 22 | 5  | 17  |
| Emiratos Árabes Unidos | 6   | 3  | 2  | 0   | 1  | 9  | 11 | -2  |
| Nigeria                | 3   | 3  | 1  | 0   | 2  | 9  | 12 | -3  |
| Tahití                 | 0   | 3  | 0  | 0   | 3  | 7  | 19 | -12 |

| Fecha                   | Lugar |                        |                                   | Resultado |                                   |                        |
| ----------------------- | ----- | ---------------------- | --------------------------------- | --------- | --------------------------------- | ---------------------- |
| 22 de noviembre de 2011 | Dubái | Rusia                  | Bandera de Rusia                  | 8:1       | Bandera de Nigeria                | Nigeria                |
| 22 de noviembre de 2011 | Dubái | Emiratos Árabes Unidos | Bandera de Emiratos Árabes Unidos | 6:2       | Bandera de Polinesia Francesa     | Tahití                 |
| 23 de noviembre de 2011 | Dubái | Rusia                  | Bandera de Rusia                  | 7:4       | Bandera de Polinesia Francesa     | Tahití                 |
| 23 de noviembre de 2011 | Dubái | Nigeria                | Bandera de Nigeria                | 2:3       | Bandera de Emiratos Árabes Unidos | Emiratos Árabes Unidos |
| 24 de noviembre de 2011 | Dubái | Tahití                 | Bandera de Polinesia Francesa     | 1:6       | Bandera de Nigeria                | Nigeria                |
| 24 de noviembre de 2011 | Dubái | Emiratos Árabes Unidos | Bandera de Emiratos Árabes Unidos | 0:7       | Bandera de Rusia                  | Rusia                  |

### Grupo B
| Equipo | Pts | PJ | PG | PG+ | PP | GF | GC | Dif |
| ------ | --- | -- | -- | --- | -- | -- | -- | --- |
| Brasil | 7   | 3  | 2  | 1   | 0  | 14 | 8  | 6   |
| Suiza  | 6   | 3  | 2  | 0   | 1  | 16 | 9  | 7   |
| México | 3   | 3  | 1  | 0   | 2  | 8  | 11 | -3  |
| Omán   | 0   | 3  | 0  | 0   | 3  | 6  | 16 | -10 |

| Fecha                   | Lugar |        |                   | Resultado           |                   |        |
| ----------------------- | ----- | ------ | ----------------- | ------------------- | ----------------- | ------ |
| 22 de noviembre de 2011 | Dubái | México | Bandera de México | 3:4                 | Bandera de Suiza  | Suiza  |
| 22 de noviembre de 2011 | Dubái | Brasil | Bandera de Brasil | 5:2                 | Bandera de Omán   | Omán   |
| 23 de noviembre de 2011 | Dubái | Omán   | Bandera de Omán   | 2:8                 | Bandera de Suiza  | Suiza  |
| 23 de noviembre de 2011 | Dubái | Brasil | Bandera de Brasil | 5:2                 | Bandera de México | México |
| 24 de noviembre de 2011 | Dubái | Omán   | Bandera de Omán   | 2:3                 | Bandera de México | México |
| 24 de noviembre de 2011 | Dubái | Suiza  | Bandera de Suiza  | 4:4 (0:0, 1:2 pen.) | Bandera de Brasil | Brasil |

### Semifinales
| Fecha                   | Lugar |        |                   | Resultado           |                                   |                        |
| ----------------------- | ----- | ------ | ----------------- | ------------------- | --------------------------------- | ---------------------- |
| 25 de noviembre de 2011 | Dubái | Brasil | Bandera de Brasil | 2:0                 | Bandera de Emiratos Árabes Unidos | Emiratos Árabes Unidos |
| 25 de noviembre de 2011 | Dubái | Rusia  | Bandera de Rusia  | 4:4 (0:0, 2:1 pen.) | Bandera de Suiza                  | Suiza                  |

### Tercer lugar
| Fecha                   | Lugar |                        |                                   | Resultado           |                  |       |
| ----------------------- | ----- | ---------------------- | --------------------------------- | ------------------- | ---------------- | ----- |
| 26 de noviembre de 2011 | Dubái | Emiratos Árabes Unidos | Bandera de Emiratos Árabes Unidos | 4:4 (0:0, 0:1 pen.) | Bandera de Suiza | Suiza |

### Final
| Fecha                   | Lugar |        |                   | Resultado |                  |       |
| ----------------------- | ----- | ------ | ----------------- | --------- | ---------------- | ----- |
| 26 de noviembre de 2011 | Dubái | Brasil | Bandera de Brasil | 4:4 (0:1) | Bandera de Rusia | Rusia |

|                             |
| Campeón Rusia Primer título |

## Clasificación final
| Pos.              | Equipo                 |
| ----------------- | ---------------------- |
| Medalla de oro    | Rusia                  |
| Medalla de plata  | Brasil                 |
| Medalla de bronce | Suiza                  |
| 4                 | Emiratos Árabes Unidos |
| 5                 | Nigeria                |
| 6                 | México                 |
| 7                 | Omán                   |
| 8                 | Tahití                 |